# Sexy Folies
Sexy Folies était une émission télévisée française diffusée sur Antenne 2 de 1986 à 1987 et elle était présentée par Catherine Belkhodja, Mireille Dumas, France Roche et Sylvain Augier.

## Principe de l'émission
Il s'agissait d'une émission abordant la sexualité, un thème qui, à cette époque, n'était pas exploré à la télévision. Elle se focalisait sur la communication avec les autres, le plaisir, le bonheur et l'humour. L'objectif était de révéler le côté joyeux de la sexualité et des relations amoureuses.

## Pour en savoir plus

### Ouvrage
- Armelle Leroy et Laurent Chollet, "Né en 1972" (petit encart page 41), Hors collection, 2021.